# Molophilus dischidius
Molophilus dischidius är en tvåvingeart som beskrevs av Alexander 1969. Molophilus dischidius ingår i släktet Molophilus och familjen småharkrankar. Inga underarter finns listade i Catalogue of Life.